# Кушнаренковская культура
Кушнаренковская культура — археологическая культура железного века в Южном Приуралье. Впервые описана В. Ф. Генингом на основании раскопок, проводившихся в 1955—1959 годах на могильнике в Кушнаренково (Башкортостан).
Существовала в VI — VIII веках на территории Закамья, в бассейнах рек Белая, Кама и Ик. Предполагается, что культура пришла в середине VI века из лесостепных регионов Зауралья и Западной Сибири (саргатская культура). В V—VI веках потомки насельников Нижнего Приобья в составе лесостепных бакальских и потчевашских групп продвигаются за Уральский хребет, формируя очаги культурогенеза кушнаренковской культуры. В VIII веке к западу от Урала из других угорских групп возникла караякуповская культура.
Археологам[уточнить] удалось установить, что изучаемые племена на раннем этапе (в VI—VIII веках) хоронили сородичей под курганами головами на север. Черепа погребенных — со следами искусственной деформации. Позднее, умерших уже ориентировали головой на запад. В погребениях найдены остатки оружия, конского снаряжения, разнообразных украшений и керамики. Значительное количество керамики найдено и на поселениях. Вся посуда лепная, круглодонная, горшковидная или бомбовидная по форме. Обращает внимание её тонкостенность и изящность орнаментации.
Носителей кушнаренковской культуры большинство исследователей связывают с кочевыми уграми. Е. А. Халикова, А. Х. Халиков, В. А. Иванов считали их мадьярами. Н. А. Мажитов считал носителями кушнаренковской культуры древних предков башкир.
Палеогенетиками выявлены длительные генетические связи представителей кушнаренковской и чияликской культур с венграми Карпатского бассейна и подтверждена уральская трансмиссия нескольких восточно-евразийских монородительских линий в их генофонде. Кушнаренковская культура (популяция зауральской стоянки Уелги на озере Уелги) и популяции, связанные с ломоватовской и неволинской культурами Предуралья (Баяново (поздняя ломоватовская культура), Броды (ранняя неволинская культура), Бартым (неволинская культура, фаза II), Сухой Лог (поздняя неволинская культура)), обнаруживают обширные генетические связи с венграми-завоевателями Прикарпатья. Материнские линии венгров завоевателей аналогичны линиям современных татар со значительным восточно-евразийским компонентом.